# Joan Marbres
Joan Marbres (Catalunya, segle xv), dit el Canònic, fou un filòsof català escotista i escriptor en llengua llatina.

## Biografia[1]
Fou mestre en arts a Tolosa i canonge a Tortosa. Tenia coneixements jurídics, d'aquí el seu sobrenom d'el Canònic. No se'n coneixen gaires més dades certes.

## Obres
- Quaestiones super octo libros Physicorum Aristotelis